# Hypsostypos rugifrons
Hypsostypos rugifrons är en stekelart som först beskrevs av Smith 1860.  Hypsostypos rugifrons ingår i släktet Hypsostypos och familjen bracksteklar. Inga underarter finns listade i Catalogue of Life.